# Mycosphaerella martagonis
Mycosphaerella martagonis ist eine pathogene Schlauchpilz-Art, die Arten der Gattung der Lilien (Lilium) befällt und deren Blätter besiedelt. Bei den Pflanzen verursacht die Art Blattflecken und letztendlich das Absterben der Pflanze.
Die Art durchläuft einen pleomorphen Entwicklungszyklus, in dem sich eine asexuelle Form (Anamorphe) und eine sexuelle Form (Teleomorphe) abwechseln.

## Merkmale
Mycosphaerella martagonis hat einen pleomorphen Entwicklungszyklus, das heißt, dass die Art über eine sexuelle Form (Hauptfruchtform, Teleomorphe) und eine asexuelle Form (Nebenfruchtform, Anamorphe) verfügen. Die Bezeichnung einer pleomorphen Pilzart mit all ihren Fruktifikationsformen, Anamorphe und Teleomorphe, ist Holomorphe. Für die Holomorphen wird üblicherweise der Name der Teleomorphe verwende, so dass der Name Mycosphaerella martagonis für beide Formen verwendet wird. Die Nebenfruchtform ist jedoch auch unter dem Namen Pseudocercosporella inconspicua bekannt. Da die beiden Formen eine sehr verschiedene Morphologie haben, werden diese hier nacheinander beschrieben:

### Merkmale der Hauptfruchtform
Die Hauptfruchtform von Mycosphaerella martagonis verursacht schwarz verfärbte, längliche Flecken auf den Blättern der Wirtspflanze. Häufig nehmen diese Flecken größere Teile des Blattes ein. Die Fruchtkörper sind Pseudothecien und finden sich im Allgemeinen reichlich und fast regelmäßig verteilt, oft entlang der Blattadern in kurzen Reihen. Sie sind nie miteinander verwachsen. Sie sind in die Blattepidermis eingelassen (subepidermal). Die Form ist eingedrückt kugelig mit den Maßen 80–105 × 70–100 μm. Das Ostiolum, die enge Öffnung an der Spitze des Pseudotheciums, ist breit und wie eine Papille oder kegelförmig vorgewölbt und von einem Porus durchbohrt, der 10–20 μm im Durchmesser misst. Die membranartige Wand des Pseudotheciums aus Pseudoparenchym besteht außen aus einer Schicht brauner, dickwandiger, unregelmäßiger Zellen und ist zur Basis hin verdickt. An der Innenseite folgt eine Schicht größerer, hyaliner, dünnwandiger Zellen. Die Wand ist circa 12 μm stark.
Im Pseudothecium befinden sich 10–15 Asci. Diese sind keulenförmig bis fast zylindrisch und messen (28)32–45 × (9)10–13(14) μm. Die Asci sind an der Oberseite (zum Ostiolum hin) rundlich, an der Unterseite sackartig gedehnt und an kurzen Stielen am Boden des Pseudotheciums befestigt. Jeder Ascus trägt acht Ascosporen. Diese sind spindelförmig, oft schwach keulenförmig und in der Mitte septiert und kaum oder gar nicht eingeschnürt. Sie messen 19–28 × 3–4,5 μm. Die Sporen sind hyalin. Paraphysoiden sind nur spärlich vorhanden und sie verschleimen nach kurzer Zeit.

### Merkmale der Nebenfruchtform
Die Nebenfruchtform von Mycosphaerella martagonis (Pseudocercosporella inconspicua) verursacht fast runde oder längliche Blattflecken, die zuerst grünlich-braun sind und dann über grau nach fast weiß hin ausbleichen. Oft sind die Flecken von einem breiten bräunlichen Rand umgeben. Die Flecken erreichen Durchmesser bis zu 2 cm. Häufig fließen mehrere Flecken zusammen. Die hyalinen Konidiophore brechen zumeist aus der Blattoberseite aus und bilden dort einen weißlichen Rasen. Sie entspringen einem kleinen Hyphenknäuel, das unterhalb der Blattepidermis liegt, und durchbrechen die Cuticula durch einen Porus. Sie stehen oft einzeln, sind nicht selten aber auch büschelig zusammengerückt. Sie messen 10–24 × 5–6 μm. Die Spitze ist abgerundet.
Die hyalinen Konidien sind keulenförmig bis fast zylindrisch und häufig mehr oder weniger gekrümmt. Sie sind 4–7-zellig, das heißt, sie sind mit 3–6 deutlichen Querwänden versehen. Die Konidien werden (40)50–110 μm lang und sind unten am keuligen Ende circa 6 μm lang. Am schlankeren Ende messen sie 2–3,5 μm.

## Lebenszyklus

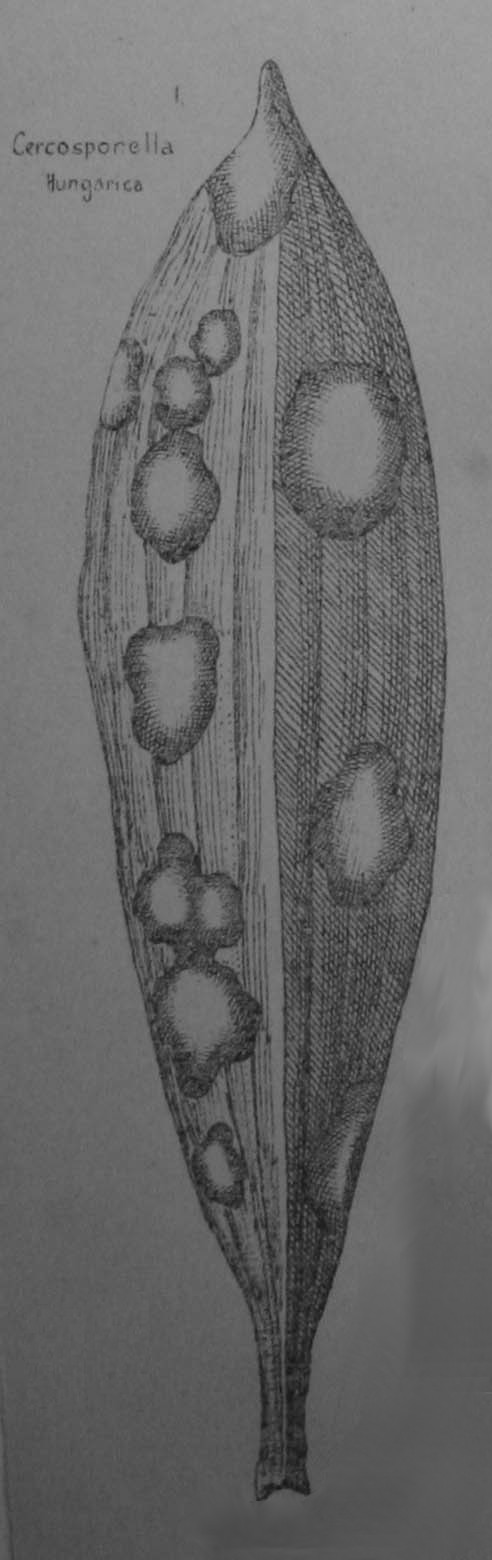
Illustration eines Blatts von Lilium Martagon mit den typischen Blattflecken einer Infektion mit Mycosphaerella martagonis

Im Frühjahr platzen die reifen Pseudothecien auf, die sich an toten Blättern der Vorjahres befinden, und die Ascosporen werden freigesetzt. Gelangen diese auf ein Lilium-Blatt und ist es feucht genug, treiben diese binnen sechs Stunden aus und die austreibenden Hyphen penetrieren das Blattgewebe. Als erstes Zeichen der Infektion zeigen sich nach etwa 15 Tagen erste gelbliche Verfärbungen. Diese bleichen im weiteren Fortgang aus und umgeben sich mit dem typischen braunen Rand. Später vertrocknet das nun abgestorbene Gewebe. Wird dieses nun wieder feucht, treten die Konidienträger der Nebenfruchtform auf. Die Konidiosporen infizieren die Wirtspflanze nun großflächig und der Pilz breitet sich im Spätsommer weit aus. Auf den abgestorbenen infizierten Blättern bilden sich erste Anlagen von Pseudothecien. Zur Reife gelangen diese erst im kommenden Jahr nach dem Winter. Nun kann der Zyklus von neuem beginnen.

## Verbreitung und Wirtsarten
Mycosphaerella martagonis ist überall da verbreitet, wo auch Lilien heimisch sind, das bedeutet, auf allen Kontinenten der nördlichen Hemisphäre, vorzugsweise in temperierten Zonen. Der Pilz wurde in Nordamerika, in Europa und in Asien nachgewiesen.
Wahrscheinlich kann Mycosphaerella martagonis alle Lilien (Arten der Gattung Lilium) befallen. Auf folgenden Arten wurde er nachgewiesen: in der Martagon Sektion auf Lilium martagon, Lilium hansonii und Lilium distichum. In der Candidum-Sektion auf Lilium candidum und Lilium monadelphum. In der Amerikanische Sektion auf Lilium canadense, Lilium grayi, Lilium michiganense, Lilium philadelphicum sowie Lilium superbum und Lilium michauxii. In der Asiatischen Sektion auf Lilium leichtlinii, Lilium pumilum und Lilium maculatum und in der Orientalischen Sektion auf Lilium speciosum.

## Systematik
Die Bezeichnung einer pleomorphen Pilzart mit all ihren Fruktifikationsformen, Anamorphe und Teleomorphe, ist Holomorphe. Für die Holomorphen wird seit 2012 nur noch der Name der Teleomorphen verwendet, sodass der Name Mycosphaerella martagonis für beide Formen verwendet wird.
Das Art-Epitheton martagonis verweist auf die Türkenbundlilie (Lilium martagon), auf der die Art zuerst entdeckt wurde.
Für die Anamorphe wurde lange noch der Name Pseudocercosporella inconspicua verwendet. Das Art-Epitheton stammt vom lateinischen inconspicuus, was unauffällig oder schwer zu entdecken bedeutet. Das Basionym für den Namen ist Cylindrosporium inconspicuum. Neben dem nicht mehr gültigen Namen für die Nebenfruchtform waren noch eine ganze Reihe von Synonymen in Gebrauch, diese sind insbesondere Cercosporella hungarica und Cercosporella inconspicua.
Die Gattung Mycosphaerella gehört zu den größten Gattungen der Ascomycetes und enthält mehrere tausend Arten, deren Anamorphen zu über 30 Form-Taxa gehören. Neuere genetische Untersuchungen legen nahe, dass die Gattung polyphyletisch ist und überarbeitet werden muss. Welche Folgen das für Mycosphaerella martagonis hat, ist noch unklar.